# Mayacaceae
Las mayacáceas (nombre científico Mayacaceae) forman una pequeña y enigmática familia de plantas monocotiledóneas que son hierbas pequeñas de los humedales, bastante diferentes de los demás Poales y más bien se asemejan bastante a los licopodios: sus hojas son numerosas, dentadas apicalmente, dispuestas en espiral, esparcidas por el tallo. Sus flores son rosas a blancas y parecen nacer de la axila de las hojas, y sus periantos están claramente diferenciadas en sépalos y pétalos. Están distribuidas principalmente en los trópicos de América (incluyendo el sudeste de Estados Unidos), con una sola especie en África. La familia fue reconocida por sistemas de clasificación modernos como el sistema de clasificación APG III (2009) y el APWeb (2001 en adelante), en los que consta de un único género, Mayaca con entre 4 y 10 especies.

## Descripción
- Hierbas pequeñas monopodiales.
- Hojas numerosas de disposición espiralada a lo largo del tallo, bidentadas apicalmente, planas, con una sola vena, sin distinguirse una vaina.
- Las flores parecen nacer de la axila de las hojas, rosas o blancas, son filiformes o lanceoladas y pueden o no estar sumergidas, claramente diferenciadas en sépalos y pétalos. Poseen profilos grandes. El cáliz más o menos en garra, 3 estambres opuestos a los sépalos. Óvulos de placentación parietal, átropos (derechos). Pequeños lóbulos estigmáticos.
- Semilla con opérculo ("embryostega").

## Ecología
Plantas de humedales (acuáticas o no) de las regiones subtropicales y tropicales en el sudeste de Estados Unidos, América Central y las regiones tropicales del África occidental.

## Filogenia
Mayacaceae es una familia anómala difícil de ubicar en el árbol filogenético. Ver Poales para una discusión sobre sus relaciones con las demás familias.

## Taxonomía
La familia fue reconocida por el APG III (2009), el Linear APG III (2009) le asignó el número de familia 96. La familia ya había sido reconocida por el APG II (2003).
El género y sus sinónimos, según el APWeb (visitado en enero del 2009):
- Biaslia Vand. =  Mayaca Aubl.
- Coletia Vell. =  Mayaca Aubl.
- Mayaca Aubl.
- Syena Schreb. =  Mayaca Aubl.

Las especies, junto con su publicación válida y distribución, según Royal Botanic Gardens, Kew (visitado en enero del 2009):
- Mayaca baumii Gürke, Bot. Jahrb. Syst. 31(69): 1 (1902). S. de Zaire a Angola.
- Mayaca fluviatilis Aubl., Hist. Pl. Guiane 1: 42 (1775). América tropical y subtropical.
- Mayaca longipes Mart. ex Seub. in C.F.P.von Martius & auct. suc. (eds.), Fl. Bras. 3(1): 229 (1855). N. de Sudamérica a N. de Brasil.
- Mayaca madida (Vell.) Stellfeld, Tribuna Farm. 35: 2 (1967). Costa Rica a América subtropical.
- Mayaca wrightii Griseb., Cat. Pl. Cub.: 224 (1866). Cuba.